# 한국계 뉴질랜드인
한국계 뉴질랜드인(韓國系新西蘭人, 영어: Korean New Zealander)은 뉴질랜드에 이민한 한국인 및 그 자손을 말한다.
1987년에 한국 이주의 첫 번째 물결이 나타나고 아시아인에 우호적인 이민 정책이 뒤따랐다. 
오랜 기간 동안 뉴질랜드 이민 정책은 영국 영연방 국가 출신의 이민자를 선호하여 뉴질랜드에 정착한 한국인 이민자는 426 명에 불과했지만 1991년 뉴질랜드 이민 정책이 바뀌면서 이민자의 출신 성분이 다양해졌다. 그 후 한인 이민자 수가 급격히 증가하여 1996년 인구 조사에 따르면 뉴질랜드에는 12,657명의 한국인이 집계되었다. 2013년 기준으로 30,171 명의 한국계가 거주하고 있다.

## 유명인
- 멜리사 리 (Melissa Lee, 이지연) - 뉴질랜드 정치인
- 대니 리 (골프 선수) - 남자 골프 선수
- 리디아 고 (고보경) - 여자 골프 선수
- 로제 (박채영) - 대한민국의 가수로 걸그룹 블랙핑크의 멤버이다. 뉴질랜드 출생이며 한국과 뉴질랜드 이중국적이다.
- 마이크로닷 (신재호) - 대한민국에서 활동했던 한국계 뉴질랜드인 래퍼

## 같이 보기
- 한국계 호주인
- 한국계 미국인
- Moon's day